# NLK-Celpap
NLK Celpap var ett konsultbolag verksamt inom pappers- och massaindustrin. NLK-Celpap AB bildades genom en sammanslagning år 1989 av det svenska företaget Celpap AB och det kanadensiska företaget NLK. Företaget var från 1990 noterat på Stockholms fondbörs O-lista. NLK-Celpap gick i konkurs i februari 1992. Delar av verksamheten köptes upp av ÅF.
Företaget blev uppmärksammat i en politisk affär i samband med ett uppdrag i Polen, vilket resulterade i förhör i Konstitutionsutskottet 1992. Granskningen avsåg framförallt tidigare finansministern Allan Larssons inblandning i upphandlingen av NLK Celpap.